# Font de la Plaça del Doctor Perelló
La font de la Plaça del Doctor Perelló és una construcció al mig de la plaça de davant de l'església parroquial del Sagrat Cor, en una zona voltada d'arbres al nucli de Sant Guim de Freixenet (Segarra). Aquesta s'estructura sobre una triple graonada de planta hexagonal realitzada amb pedra. La font presenta forma irregular jugant amb formes còncaves i convexes i motllures de pedra. L'aigua de la font surt a pressió a partir de tres aixetes, i cau dintre de tres piques de pedra, on hi ha una petita obertura de desguàs. Un fanal corona l'estructura d'aquesta font. L'obra està realitzada amb maó i pedra picada. Fins a l'any 1943 aquesta plaça s'anomenava Plaça de l'Església, però canvià de nom al concedir-se el títol de parròquia a l'església del poble. La construcció de la font situada enmig de la plaça va ser encarregada a l'aparellador Francesc Vich i l'executà el picapedrer Josep Bergadà de Guimerà. Les escales d'accés són obra de Josep Bernaus Boix. El conjunt costà 5.225 de les antigues pessetes.